# De rechtvaardige rechters (stripalbum)
De rechtvaardige rechters is het 32ste stripalbum uit de reeks Lefranc, bedacht door Jacques Martin, geschreven door François Corteggiani en getekend door Christophe Alvès. De inkleuring werd verzorgd door Bonaventure.
De eerste publicatie was ook meteen het eerste album. Het album werd op 24 november 2021 uitgegeven door uitgeverij Casterman als softcover met nummer 32 in de serie Lefranc.

## Het verhaal
Uit de Sint-Baafskathedraal in Gent wordt het paneel van 'de rechtvaardige rechters' van het schilderluik Lam Gods van de gebroeders Van Eyck gestolen. De dief wordt door zijn opdrachtgever neergeschoten en voor dood achter gelaten.
Een paar dagen later bezoekt de journalist Guy Lefrance in Parijs een tentoonstelling met schilderijen van de familie Machiel die tijdens de Tweede Wereldoorlog ontvreemd werden door de nazi’s en in 1945 werden teruggevonden. Het blijkt echter dat de schilderijen allemaal vervalsingen zijn. Wanneer de schilderijen verder worden onderzocht, wordt één vervalsing gestolen. Inspecteur Renard wordt op de zaak gezet. Deze wordt door een Belgische collega ingeseind over de diefstal in Gent, waar de dief de naam van Arnold Fisher prijsgaf. Het gestolen paneel blijkt ook een vervalsing.
Lefranc reist af naar Gent en bezoekt de gewonde dief in het ziekenhuis, waar een moordenaar met een tattoo op zijn pols in opdracht van Fisher probeert de dief te vermoorden. Het is aan de kunsthistoricus Goran Bulatoviċ, die aan het eind van de oorlog door de nazi's gestolen kunstcollecties opspoorde, te danken dat Lefranc het overleeft. Hij vertelt dat in 1943 het paneel de rechtvaardige rechters uit de Sint-Baafskathedraal werd gestolen en nooit meer werd teruggevonden.
Inmiddels is er weer een schilderij van Van Eyck gestolen en wederom een kopie, gemaakt door de vervalser Jan Kornet die in 1947 was overleden. Het blijkt dat diens leerling Jef Mehroten verantwoordelijk was voor het maken van de officiële kopie van het paneel 'de rechtvaardige rechters' in 1934. Mehroten woont in het nabijgelegen Sint-Martens-Latem.
Bulatoviċ vertelt Lefranc over de betekenis van de tattoo. De moordenaar was lid van de ustaša, een fascistische en terroristische groepering. Aan het eind van de oorlog joeg deze onder meer op gestolen kunstschatten onder leiding van ene Ranko Zrinski. 
Als Lefranc Mehroten opzoekt, blijkt diens huis in brand te staan. Mehroten is dood. Zijn vrouw blijkt een schilderij van hem te hebben met een kasteeltje erop gelegen in Côtes-du-Nord genaamd Varlech, waar Mehroten vaak kwam.  Lefranc besluit er heen te gaan. In het kasteel blijkt een vervalser in opdracht van Fisher en Zrinski doeken te vervaardigen die voor veel geld aan misleide verzamelaars worden verkocht. Lefranc wordt betrapt als hij het kasteel binnensluipt. De vervalser blijkt een broer te zijn van Jan Kornet. Zrinksi vertelt dat enkele families in Gent, Antwerpen en Brugge vreesden dat de nazi's hun schilderijen zouden stelen en vervingen die door vervalsingen gemaakt door Jan Kornet. Onder de gemaakte drie vervalsingen denkt hij aanwijzingen te vinden van de locatie van de echte schilderijen van de familie Machiel. Lefranc doet een ontsnappingspoging, net als inspecteur Renard het kasteel aanvalt. Zrinski vlucht met de drie doeken in een speedboot, maar verongelukt waarbij enkel het paneel van 'de rechtvaardige rechters' door Lefranc wordt gered. Na restauratie wordt het paneel weer teruggehangen in de kathedraal.